# Блум, Аллан
Аллан Дэвид Блум (англ. Allan David Bloom; 14 сентября 1930, Индианаполис, штат Индиана — 7 октября 1992, Чикаго, штат Иллинойс) — американский философ, политолог. Доктор, профессор Чикагского университета. Книга, принёсшая ему известность — «The Closing of the American Mind» (1987).
Родился в еврейской семье. Профессиональное образование получил в Чикагском университете (бакалавр, доктор).
Также обучался во Франции в Высшей нормальной школе в Париже в 1953—1955 годах и в 1957 году в Германии.
После возвращения в США в 1955 году преподавал в альма-матер, c 1960 года — в Йельском университете, c 1963 года — в Корнеллском университете, который покинул в знак протеста, c 1970 года профессор политологии в Университете Торонто. В 1979 году вновь вернулся в Чикагский университет.
Умер от СПИДа.
Послужил прототипом главного героя книги его друга Сола Беллоу «Ravelstein» (2000).